# Sonety Williama Shakespeare’a
Sonety Shakespeare’a (ang. Shakespeare’s sonnets) – zbiór 154 sonetów autorstwa Williama Szekspira, opublikowany po raz pierwszy w 1609 roku w formie quarto pod tytułem Shake-speare’s Sonnets. Sonety te eksplorują takie tematy jak miłość, piękno, zazdrość, zdrada, śmiertelność i przemijanie czasu.
Pierwszych 126 utworów jest skierowane do młodego mężczyzny, natomiast ostatnich 28 nawiązuje do tajemniczej czarnej damy.
Sonety Szekspira wyróżniają się nowatorskim podejściem do treści. Autor odszedł od tradycyjnych wzorców petrarkistycznych, wprowadzając krytyczne i ironiczne spojrzenie na tematykę miłości. Mimo początkowego niedocenienia w XVII i XVIII wieku, zyskały one uznanie krytyków, inspirując zarówno romantyków, jak i współczesnych twórców literatury, filmu i muzyki.
Pierwsze tłumaczenie Sonetów Shakespeare’a w Polsce, autorstwa Konstantego Piotrowskiego, ukazało się w 1836 roku (14 wybranych sonetów).

## Forma i struktura sonetów
Sonety Szekspira są niemal wszystkie zbudowane z trzech czterowierszy (strofy czterowersowe), po których następuje dystych. Są one napisane w pentametrze jambicznym, metrum używanym również w dramatach Szekspira.
Schemat rymów to ABAB CDCD EFEF GG. Sonety z takim układem rymów są znane jako sonety szekspirowskie, angielskie lub elżbietańskie. Często pod koniec trzeciego czterowiersza pojawia się „volta” („zwrot”), gdzie zmienia się nastrój utworu, a poeta wyraża nową myśl.

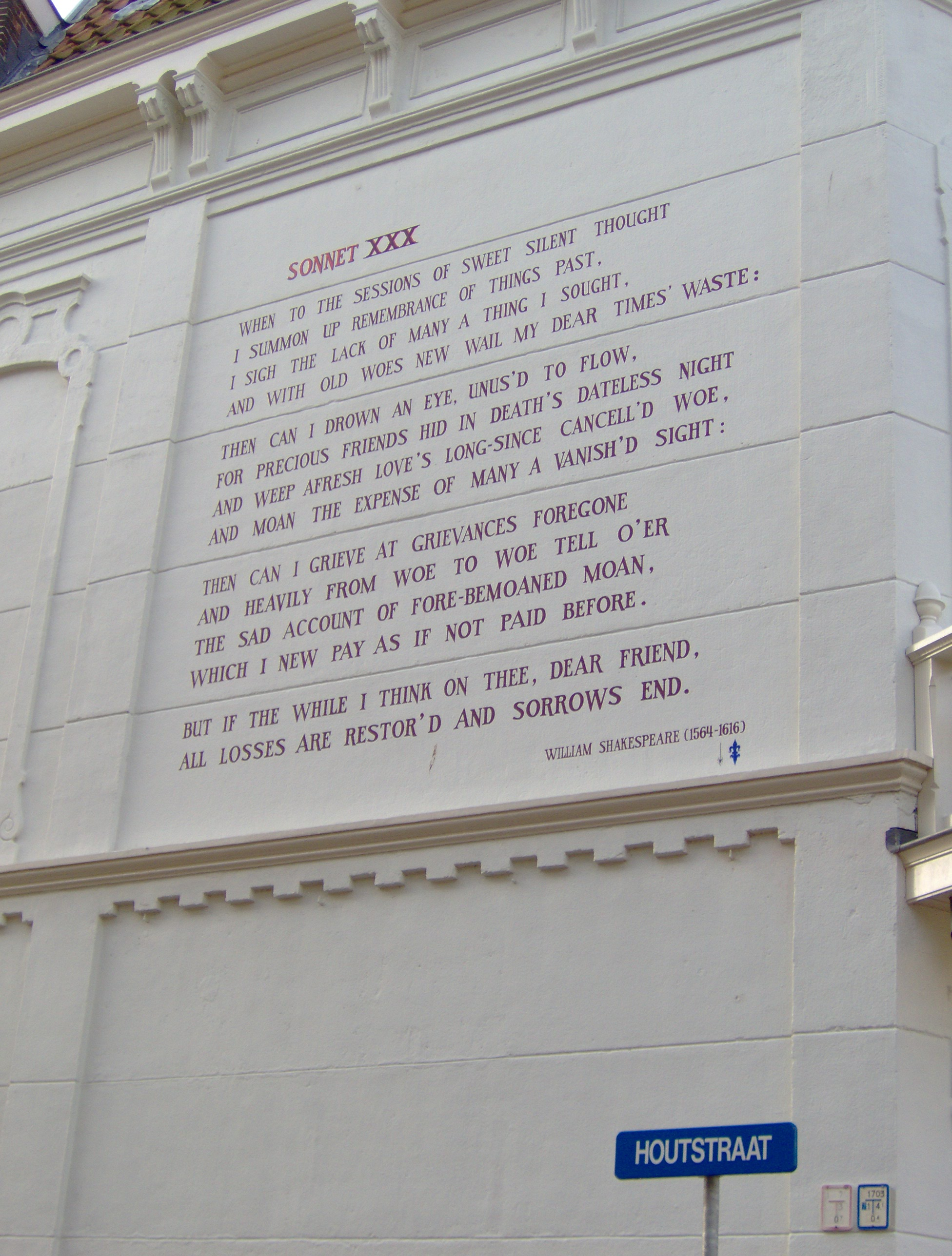
Sonet 30 jako wiersz na ścianie w Leiden; widoczny schemat rymów ABAB CDCD EFEF GG

Wyjątkami są sonety 99, 126 i 145. Sonet 99 ma piętnaście wersów. Sonet 126 składa się z sześciu dystychów i dwóch pustych wierszy zaznaczonych kursywą. Sonet 145 jest napisany w tetrametrze jambicznym, a nie w pięciostopowym. W jednej z odmian standardowej struktury, np. w sonecie 29, zmienia się schemat rymów przez powtórzenie drugiego rymu (B) z pierwszego czterowiersza jako drugiego rymu (F) w trzecim czterowierszu.
Oprócz rymów, biorąc pod uwagę jedynie układ idei oraz umiejscowienie „volty”, wiele sonetów zachowuje dwuczęściową organizację typową dla sonetu włoskiego. W takim przypadku używa się określeń „oktet” i „sekstet” na pierwsze osiem wersów, po których następuje sześć kolejnych. Istnieją także inne podziały wersów, ponieważ Szekspir wprowadzał pomysłowe zmiany w układzie treści czternastowersowych wierszy.
Szekspirolodzy zgadzają się, że autor stosował warstwę językowo-brzmieniową celowo, co widoczne jest na przykład w sonecie 145.

## Kontekst i motywy
Sonety Szekspira są uważane za kontynuację tradycji sonetowej, która przetoczyła się przez renesans, począwszy od Petrarki w XIV-wiecznych Włoszech. Szekspir nie uciekał od inspiracji Petrarką i jego twórczością, ale nie stronił też od otwartego parodiowania dzieł włoskiego poety w sonecie 130. Tradycja ta ostatecznie została wprowadzona do Anglii w XVI wieku przez Thomasa Wyatta i zyskała swój schemat rymów oraz podział na czterowiersze dzięki Henrykowi Howardowi. Z nielicznymi wyjątkami sonety Szekspira zachowują stylistyczną formę sonetu angielskiego – schemat rymów, 14 wersów oraz metrum. Jednakże sonety Szekspira wprowadzają znaczące odstępstwa w treści.
Autor ten pogwałcił wiele zasad rządzących tematyką sonetu, których trzymali się inni poeci: porusza problemy polityczne, parodiuje piękno, naśmiewa się z miłości, mówi otwarcie o seksie, a nawet wprowadza pornografię.

### Motyw miłości
Miłość jest centralnym tematem wielu sonetów Szekspira. Występuje zarówno w idealistycznej formie, jak w Sonetach 18 i 116, jak i w bardziej realistycznym, a czasem krytycznym ujęciu, jak w Sonetach 130 i 145. Szekspir ukazuje miłość jako siłę zarówno budującą, jak i niszczącą, badając jej różnorodne aspekty – od piękna i pożądania po zazdrość i ból.

### Motyw czasu

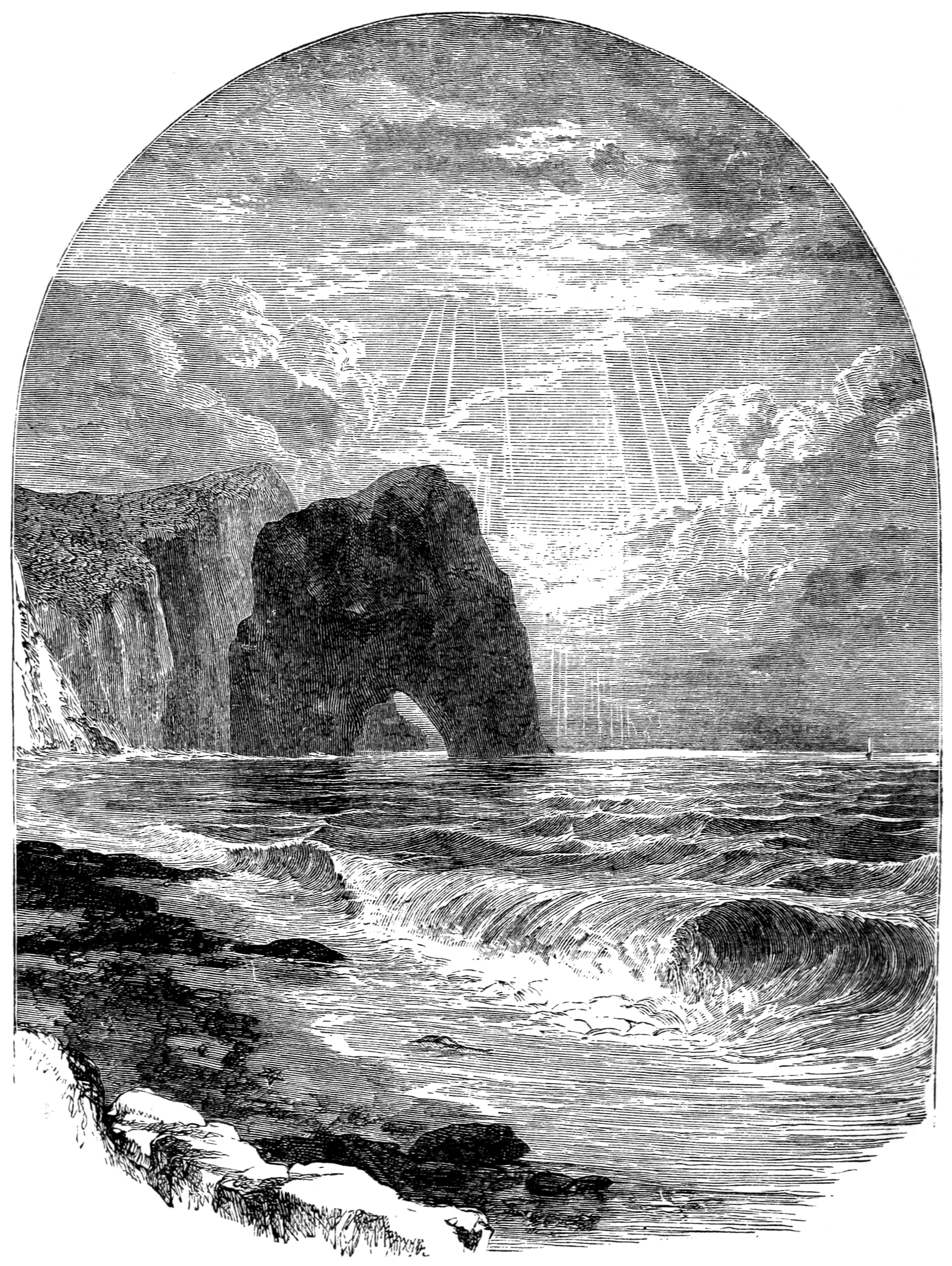
Illustracja do sonetu 60: Jak fale morskie do skalnego brzegu / Tak do swych kresów płyną nasze chwile (tłum. J. Kasprowicz)

W sonetach Szekspira czas jest nieustannym przeciwnikiem, który niszczy młodość, piękno i życie. Poeta jednak ukazuje poezję jako środek umożliwiający przetrwanie wobec upływu czasu. Na przykład w Sonetach 18 i 19 Szekspir wskazuje, że słowa mogą być wieczne, chroniąc przed zapomnieniem.

### Motyw śmierci i nieśmiertelności
Śmierć, podobnie jak czas, jest istotnym tematem w sonetach. Poeta z jednej strony rozważa nieuchronność śmierci, a z drugiej ukazuje sztukę jako sposób na osiągnięcie nieśmiertelności. W Sonetach 55 i 81 Szekspir wyraża przekonanie, że poezja przetrwa dłużej niż fizyczne pomniki.

### Ambiwalencja uczuć
Wielowymiarowość emocji, takich jak miłość, pożądanie i zazdrość, jest głęboko obecna w sonetach. Szekspir często ukazuje sprzeczne uczucia, szczególnie w kontekście relacji międzyludzkich. Na przykład Sonet 147 przedstawia miłość jako chorobę, której jednocześnie nie można się oprzeć.

### Piękno i natura
W sonetach takich jak Sonet 18 czy Sonet 98, piękno natury jest zarówno źródłem inspiracji, jak i punktem odniesienia dla opisów ludzkiego piękna. Jednakże Szekspir podkreśla również przemijalność naturalnego piękna w kontraście z wiecznością sztuki.

## Postacie

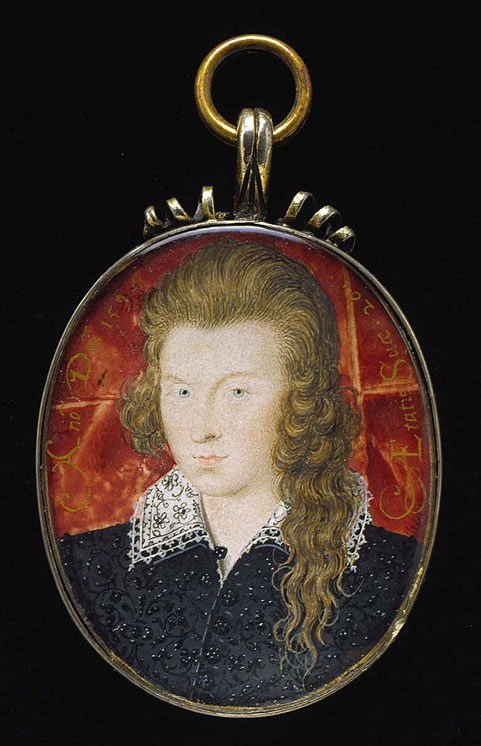
Henry Wriothesley

Większość sonetów jest adresowanych do Młodzieńca, Czarnej Damy i Konkurencyjnego poety. Autor jest wyraźnie zakochany w Młodzieńcu, podziwia jego urodę. W późniejszym okresie ma romans z Damą. Nie wiadomo, czy postaci są fikcyjne, czy też wydarzenia opisane w sonetach mają charakter autobiograficzny – jeśli tak jest, nieznana jest ich faktyczna tożsamość. Istnieją na ten temat jednak hipotezy.

### Młodzieniec
Młodzieniec (Fair Youth) jest opisywany w romantycznym i pełnym pasji języku, co może świadczyć o istniejącej pomiędzy nim a autorem związkiem homoseksualnym lub platoniczną miłością do niego. W tym drugim wypadku wydaje się, iż poprzez nawoływanie go do prokreacji przez autora przemawia głos rozsądku, rodzaj uwag dojrzałego życiowo człowieka. Należy tutaj także zaznaczyć, iż stosunki homoseksualne były wówczas w Anglii surowo karane, nie były jednak obce w świecie teatralnej cyganerii, w którym niewątpliwie obracał się Shakespeare.
Według popularnej teorii, tajemniczym młodzieńcem jest Henry Wriothesley; jednocześnie nie ma na to dowodów poza poszlakami. Być może także deklarowana do niego miłość jest zabiegiem literackim, mającym zaskarbić poecie poparcie mecenasa.

### Czarna Dama
Czarna Dama (Dark Lady) jest opisywana jako osoba o czarnych włosach, z ciemną skórą. Miała romans z autorem, jednak nie pozostała mu wierna. Sonety te mają wyraźnie seksualne podłoże (zob. sonet 151), w przeciwieństwie do tych z udziałem Młodzieńca.
Fascynacja kobietą w początkowych utworach przeradza się we frustrację, spowodowaną być może zawodem miłosnym. Fragmenty 147 sonetu dają do zrozumienia, iż autor miał co do kobiety zupełnie inne oczekiwania i nadzieje, zaś inne (134) sugerują, że miała romans z Młodzieńcem, co dodatkowo rozwścieczyło autora tychże utworów.
Uważa się, że pierwowzorem Damy mogła być Emilia Lanier, która ze względu na ciemną karnację wyróżniała się spośród mieszkańców Londynu. Była córką muzyka o nazwisku Bassano, który przybył do Anglii z Wenecji za panowania Henryka VIII. W 1588 roku rozpoczął się jej romans z Henrykiem Carreyem, który później otrzymał tytuł Lorda Szambelana, zaś w 1594 roku objął patronatem trupę aktorską, której członkiem był Shakespeare. Właśnie wtedy mogło dojść do spotkania pisarza z dziewczyną.
Jej wygląd sugeruje, że była Hiszpanką lub nawet Afrykanką. Zdaniem badaczy dzieł tego autora może ona być jednak tylko wytworem jego wyobraźni.

### Konkurencyjny poeta

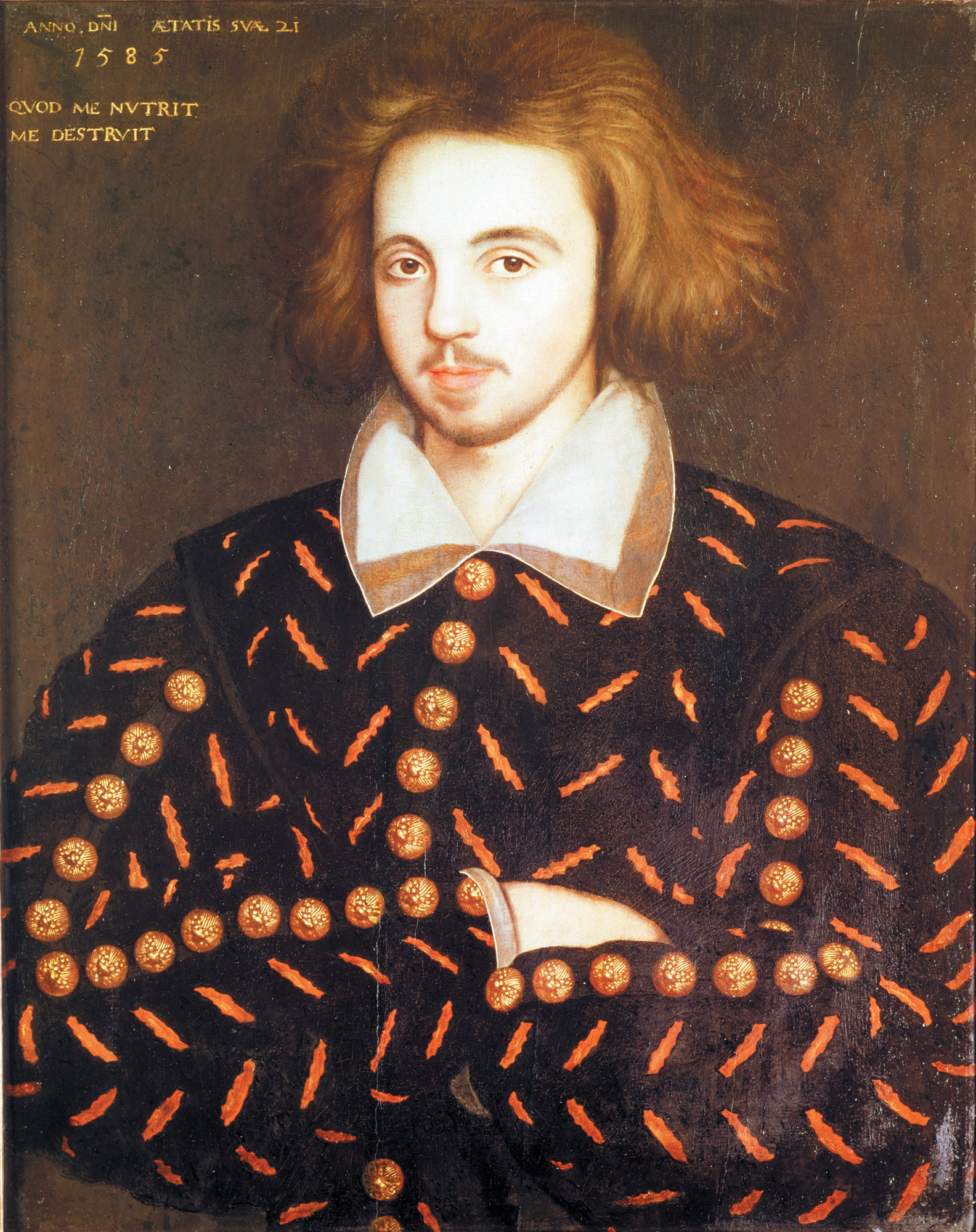
Christopher Marlowe, domniemany konkurencyjny poeta

Konkurencyjny poeta (The Rival Poet) jest często utożsamiany z Christopherem Marlowe’em lub George’em Chapmanem; brak jest jednak jednoznacznych dowodów na potwierdzenie tych tez. Odniesienia do niego często mają charakter sprzeczki na temat wyższości ideałów jednego nad ideałami drugiego. Można w nich także odczytać spór o podłożu ekonomicznym, mający na celu przeciągnięcie na swoją stronę możnego mecenasa (H. Wriothesley?), który, być może, jest tożsamy z wymienianym wcześniej młodzieńcem.

### Postacie sonetów w świetle teorii oksfordiańskiej
Oksfordianie to badacze twórczości Szekspira popierający teorię, że rzeczywistym autorem dzieł przypisywanych Williamowi Szekspirowi był Edward de Vere, 17. hrabia Oksfordu. Teoria ta jest jedną z licznych alternatywnych hipotez autorstwa Szekspira, podważających tradycyjną wersję, według której dramatopisarz ze Stratford-upon-Avon rzeczywiście napisał przypisywane mu utwory.
W oksfordiańskim kontekście Młodzieniec jest nieślubnym synem Edwarda de Vere, którego ten (Edward) zachęca do małżeństwa i posiadania dzieci. Motyw ten odzwierciedla przekonania arystokracji o obowiązku posiadania dziedzica (sonety 1-17). Sonet 33 opisuje potencjalne trudy związane z fizycznym dystansem pomiędzy ojcem i nieślubnym synem, zaś sonet 81 może być interpretowany jako dar (w formie poezji) dla syna, który nie może być przez ojca uznany (i obdarowywany) w oficjalny sposób.

## Dedykacja dla pana W.H.

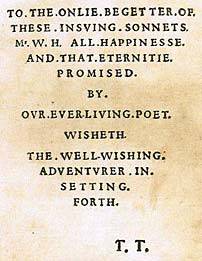
Oryginał dedykacji

Jedyne wydanie sonetów za życia Shakespeare’a miało miejsce w 1609 roku. Znajdująca się tam dedykacja dla Mr. W.H. stała się przedmiotem sporów i spekulacji, gdyż nieznana jest tożsamość tego mężczyzny. Nie wiadomo także, kto jest jej autorem: Shakespeare, czy też wydawca książki, Thomas Thorpe.
Brzmi ona następująco:

JEDYNEMU RODZICOWI TYCH OTO WYDANYCH SONETÓW

PANU W. H. WSZELKIEJ SZCZĘŚLIWOŚCI

I TEJ WIECZNOŚCI

OBIECANEJ

PRZEZ

NASZEGO WIECZNIE ŻYJĄCEGO POETĘ

ŻYCZY

ŻYCZLIWY WYDAWCA, WYDAJĄC

T.T.

### Lista potencjalnych kandydatów
- William Herbert – hrabia Pembroke. Wielu uważa go za najpoważniejszego pretendenta, jemu było dedykowane Pierwsze Folio prac Shakespeare’a[31].
- Henry Wriothesley – hrabia Southampton. Jemu dedykowane były utwory Wenus i Adonis oraz Gwałt na Lukrecji. Zdaniem badaczy, ze względu na to, że był uważany przez współczesnych za przystojnego mężczyznę, to on może być młodzieńcem z sonetów[32].
- William Harvey – ojczym Henry’ego Wriothesleya[33]. Zgodnie z tą teorią W.H. i młodzieniec to dwie różne osoby; zasługi tego pierwszego polegają na tym, że umożliwił druk sonetów, stąd jest wspomniany na początku utworu.
- William Himself (ang. William w jego własnej osobie) – teoria ta nie znajduje wielu zwolenników; jednym z nich jest Jonathan Bate, który w książce The Genius of Shakespeare przedstawia tezę, iż frazę „jedyny rodzic” należy rozumieć jako „jedyny autor”[34].
- Zwykły błąd drukarski w zapisie inicjałów Shakespeare’a, W.S. lub W.Sh[35].
- William Hall – współpracownik wydawcy tego dzieła, Thomasa Thorpe’a. Gdyby było to prawdą, byłaby to zwyczajna prywatna dedykacja wydawcy, niemająca nic wspólnego z autorem sonetów[36].
- Willie Hughes – XVIII-wieczny uczony, Thomas Tyrwhitt, na podstawie domniemanych gier słów stosowanych przez autora stwierdził, iż W.H. to niejaki „William Huges”. Teorię tę rozpowszechnił Oscar Wilde, który w utworze The Portrait of Mr. W. H. sugerował, że pojawiające się w dziełach słowa „will” i „hues” są podstawą do utożsamiania tajemniczego młodzieńca z Williamem Hugesem, młodym aktorem grającym role żeńskie[37].
- William Haughton, angielski dramaturg[38].

## Wydania drukiem
Pierwotnie, sonety Szekspira zostały opublikowane w formie quarto w 1609 roku pod tytułem Shake-speare’s Sonnets. Wydanie to zawiera 154 sonety, po których następuje długi poemat Skarga zakochanej. Zachowało się trzynaście kopii tego wydania w stosunkowo dobrym stanie. Na stronie tytułowej jednej z istniejących kopii znajduje się adnotacja, że wielki elżbietański aktor Edward Alleyn kupił egzemplarz w czerwcu 1609 roku za jednego szylinga.
Tytuł quarto, Shake-speare’s Sonnets, jest zgodny z wpisem w Stationers’ Register. Na stronie tytułowej tytuł zapisano wielkimi literami, po czym pojawia się fraza „Neuer before Imprinted”. Tytuł ten pojawia się także za każdym razem po otwarciu książki. Fakt, że nazwisko autora w formie dzierżawczej stanowi część tytułu, wyróżnia zbiór na tle innych antologii sonetów z tamtego okresu, z wyjątkiem jednego przypadku – pośmiertnej publikacji Syr. P.S. his Astrophel and Stella autorstwa Sir Philipa Sidneya z 1591 roku, która była jednym z najważniejszych wzorców dla Szekspira.
Sonety zostały przetłumaczone na ogromną ilość języków, w tym na łacinę, japoński czy esperanto. Tłumaczenie dzieł Szekspira na inne języki to złożone wyzwanie, które wymaga równowagi między wiernością językowi oryginału a możliwościami twórczej interpretacji. Choć niektórzy uważają, że w tłumaczeniu traci się wiele z bogactwa językowego Szekspira, inni podkreślają korzyści płynące z kreatywności i reinterpretacji. Kluczem do ponadczasowości Szekspira jest jego sposób myślenia – charakteryzujący się muzycznym przepływem, powiązaniami asocjacyjnymi, kontrastami dialektycznymi, anatomicznymi analizami oraz wieloperspektywicznością. 
W związku z wiekiem tych utworów, nigdy nie były one objęte prawami autorskimi – zalążek takiego prawa został wprowadzony w Anglii w 1662 roku. Ze względu na to, dzieła Shakespeare’a są chętnie wydawane drukiem, szczególnie przez anglojęzycznych drukarzy, którzy nie muszą nikomu wypłacać z tego tytułu tantiem.

## Krytyka i odniesienia w kulturze
Ze względu na tematyczną odmienność od ówczesnych dzieł tego typu, sonety Shakespeare’a można uznać za swego rodzaju prototypowe w kontekście epoki, w której się pojawiają. Początkowo sonety nie cieszyły się dużym uznaniem w porównaniu z dramatami Szekspira. W XVII wieku były postrzegane bardziej jako osobiste wiersze niż jako znaczące osiągnięcia literackie. Miały ograniczone wznowienia i mało uwagi ze strony uczonych.
Gerald Hammond w swojej książce The Reader and the Young Man Sonnets sugeruje, że czytelnik nienaukowy, ale zaangażowany i myślący, nie potrzebuje wielkiej pomocy w zrozumieniu sonetów. Twierdzi jednak, że czytelnik może często czuć się zdezorientowany, próbując zdecydować, czy dane słowo lub fragment mają konkretne czy abstrakcyjne znaczenie. Zdaniem Hammonda pozostawienie takich zagadek czytelnikowi jest istotnym elementem czytania sonetów – czytelnik nie zawsze korzysta na tym, że węzły są rozwiązywane, a podwójne znaczenia upraszczane przez ekspertów.
W XVIII wieku popularność i reputacja Sonetów w Anglii była stosunkowo niska; w 1805 roku The Critical Review przypisywał Johnowi Miltonowi doskonałość angielskiego sonetu. Pod koniec XIX wieku Szekspir i Milton wydawali się być na równi.
Powrót zainteresowania Shakespeare’em i jego dziełami, który nastąpił w XIX wieku wraz z romantyzmem, przyniósł popularność także sonetom.

### Odniesienia w kulturze
Sonety Szekspira znalazły trwałe miejsce w kulturze popularnej, pojawiając się w filmach, muzyce i literaturze, co świadczy o ich ponadczasowym wpływie. Sonet 29, opowiadający o miłości dającej nadzieję na lepszą przyszłość, jest cytowany w filmie Pretty Woman z 1990 roku. Z kolei Sonet 116 jest przywoływany w kontekście podważania stereotypów urody, między innymi w filmie Rozważna i romantyczna na podstawie powieści Jane Austen.
Muzycy również czerpali inspirację z sonetów. Brytyjska grupa The Beatles nawiązuje do ich motywów w utworze „Because” z albumu Abbey Road, który został zainspirowany pięknem poetyckiego języka. Sonety są regularnie interpretowane – w Nowym Jorku corocznie odbywa się festiwal podczas którego recytuje się wszystkie z nich. Ukazują się też publikacje starające się przełożyć język Szekspira na ten bardziej współczesny, dla łatwiejszego zrozumienia tekstu.
Sonety pojawiają się także w sztukach teatralnych i adaptacjach, takich jak Zakochany Szekspir (Shakespeare in Love), gdzie stanowią kluczowy element fabuły, podkreślając ich wagę jako symbolu miłości.

## Polskie tłumaczenia i interpretacje

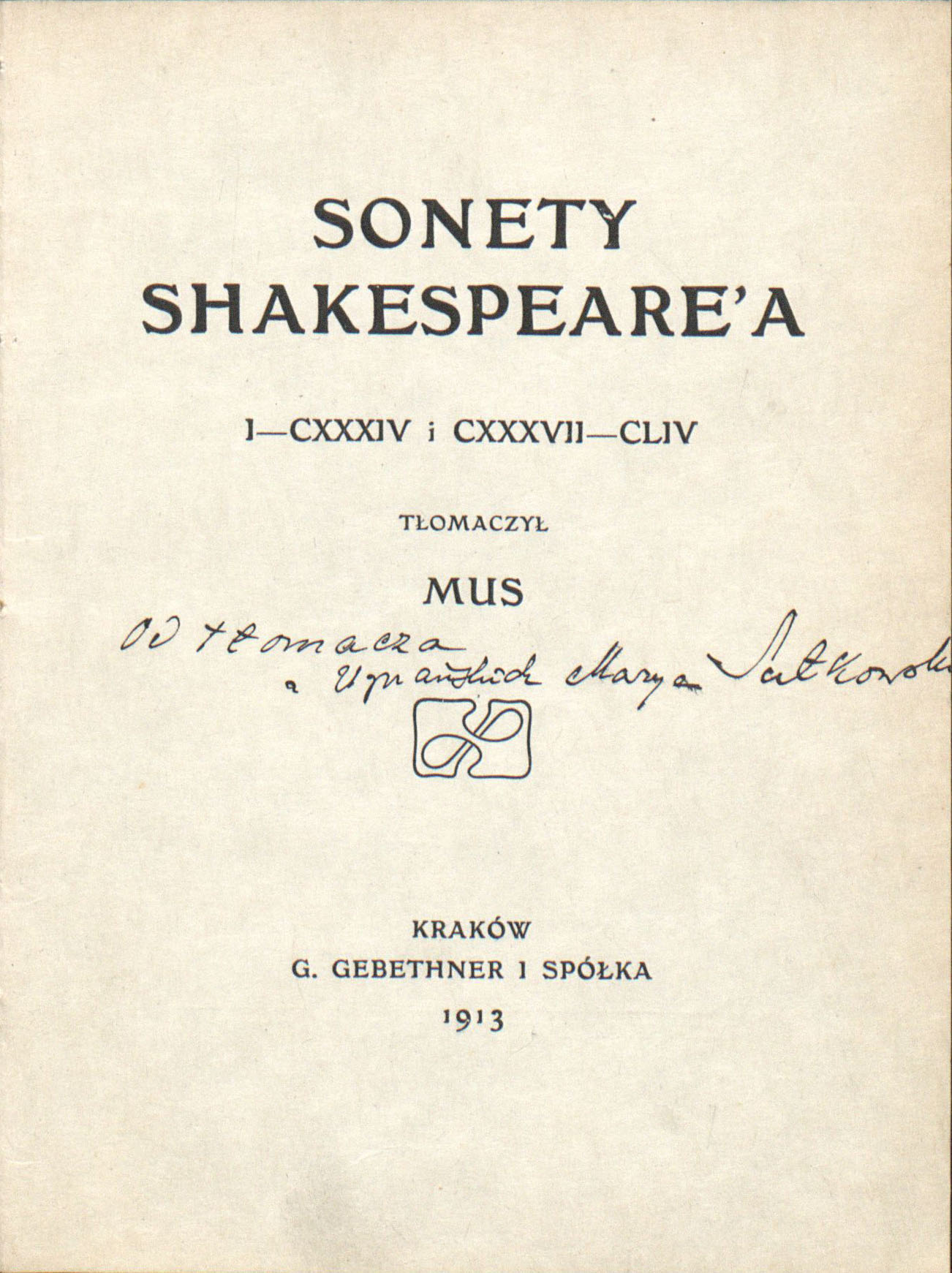
Strona tytułowa pierwszego polskiego wydania Sonetów Shakespeare’a z autografem autorki księżnej Marii Sułkowskiej z domu Uznańskiej (1885-1943)

Pierwsze tłumaczenie Sonetów Shakespeare’a w Polsce Konstantego Piotrowskiego ukazało się ukazało się w 1836 (14 wybranych sonetów). Pojedyncze sonety drukowane na łamach czasopism tłumaczyli Karol Pieńkowski, Antoni Pietkiewicz, Felicjan Faleński, Feliks Jezierski, Witold Łaszczyński oraz Kazimierz Błeszyński.
Tłumaczenia większych wyborów lub całości ukazały się:
- 1850 – Konstanty Piotrowski (24 sonety)[57]
- 1913 – księżna Maria Sułkowska pod pseudonimem MUS (152 sonety)[58]
- 1922 – Jan Kasprowicz (154 sonety)[59]
- 1961 – Wiesław Strzałkowski (12 sonetów)[60]
- 1964 – Jerzy Sito (77 sonetów)[61]
- 1968 – Marian Hemar (154 sonety)[62]
- 1979 – Maciej Słomczyński (154 sonety)[63]
- 2009 – Marek Meissner (68 sonetów)[64]
- 2011 – Stanisław Barańczak (154 sonety)[65]
- 2015 – Ryszard Długołęcki (154 sonety)[66]

Sonety Shakespeare’a przetłumaczył również w 1948 roku podczas pobytu w więzieniu stalinowskim Władysław Tarnawski, które nigdy w całości nie zostały wydane.
Jednej z interpretacji muzycznych Sonetów dokonał Tadeusz Baird, komponując Cztery sonety miłosne do słów Williama Shakespeare’a w przekładzie Macieja Słomczyńskiego na baryton, smyczki i klawesyn. Interpretacji głosowej zaś dokonał Stanisław Sojka w 1995 roku („Soyka, Sonety, Shakespeare”). S. Sojka śpiewał sonety po polsku, w tłumaczeniach Barańczaka i Słomczyńskiego. W 2025 roku interpretacji głosowej i muzycznej Sonetów dokonał krakowski Teatr KTO.

## Ilustracyjny przegląd wybranych sonetów
Poniższa lista prezentuje sonety 18, 30, 116 i 130, które regularnie pojawiają się na listach najważniejszych sonetów Szekspira ze względu na tematykę i kunszt jej przedstawienia. Każdy z nich ilustruje inne aspekty tematyczne, od pochwały wiecznej urody, przez refleksję nad stratą, po humorystyczne podejście do miłości. Sonet 145 został uwzględniony ilustracyjnie ze względu na zastosowaną przez Szekspira grę słów i możliwe odniesienie do jego żony. Przedstawione interpretacje mają jedynie charakter poglądowy.

### Sonet 18
Sonet Czy mam przyrównać Cię do dnia letniego?, odnoszący się do Młodzieńca, należy do najbardziej upowszechnionych w kulturze utworów tego pisarza. Odniesienia do niego znaleźć można w filmach takich jak Zakochany Szekspir czy Stowarzyszenie Umarłych Poetów.
Utwór ten jest częścią cyklu sonetów (1-126), w których podmiot liryczny zwraca się do Młodzieńca (ang. Fair Youth). Przyjmuje się, że to on jest jego adresatem, mimo że nie ma na to bezpośredniego dowodu w tekście. Jako pierwszy opisuje miłość poety do innego mężczyzny. Najpierw Shakespeare porównuje go do dnia letniego, by stwierdzić wreszcie, że Fair Youth jest piękniejszy i bardziej łagodny.
Shakespeare kontrastuje przemijalność natury z trwałością sztuki. Wersy takie jak „But thy eternal summer shall not fade” podkreślają, że opisywana osoba nigdy nie utraci swego piękna, gdyż zostanie ono utrwalone w słowie pisanym.

### Sonet 30
Sonet 30 ukazuje melancholię i refleksję nad przeszłymi stratami i żalem. Szekspir wykorzystuje motyw sądu, by wyrazić żal za utraconymi chwilami, przyjaciółmi i miłością. Końcowe wersy, „But if the while I think on thee, dear friend, / All losses are restored, and sorrows end,” przynoszą pocieszenie, podkreślając moc przyjaźni w leczeniu emocjonalnych ran.
W zakończeniu poeta stwierdza, że na samo jego wspomnienie od razu staje się szczęśliwszy:

„Lecz gdy o tobie, miły, myśl nadpłynie,

Straty me nikną, cały smutek ginie.”
Jedna z fraz sonetu Gdy w kręgu myśli słodkich, uciszonych, brzmiąca „Remembrance of Things Past” (Sprawy minione wspominać próbuję) służyła jako pierwotne tłumaczenie na język angielski tytułu powieści Marcela Prousta pt. W poszukiwaniu straconego czasu, została jednak oprotestowana przez samego Prousta.

### Sonet 116
Sonet 116 jest uznawany za uniwersalną definicję miłości, która jest niezmienna i niezależna od czasu oraz trudności. Wersy takie jak „Love is not love / Which alters when it alteration finds” uwypuklają koncepcję miłości jako niezachwianej siły. Interpretacje tego sonetu często podkreślają jego zastosowanie w ceremoniach ślubnych oraz jego ponadczasowy charakter.

### Sonet 130
Sonet 130 łamie konwencje tradycyjnych opisów urody, kwestionując przesadę poezji dworskiej. Szekspir przedstawia swą ukochaną w realistyczny sposób, z humorem zaznaczając, że nie musi odpowiadać ideałom piękna, aby być kochaną. Wersy „Lecz, nad Niebiosa, jest warta kochania / Ponad fałszywe wszelkie porównania!” ujawniają prawdziwą wartość miłości, nieopartej na powierzchowności.

### Sonet 145
Sonet 145 to jeden z nielicznych sonetów napisanych w ośmiozgłoskowcu, odmienny od typowego dla Szekspira dziesięciozgłoskowego pentametru jambicznego. Wydaje się być lekką, humorystyczną grą słów, w której miłość zostaje przedstawiona w prosty i bezpośredni sposób.
Nie ma pewności co do tego, kto jest adresatem tego utworu. Generalnie przyjmuje się, iż dzieła z grupy od 127-152 odnoszą się do tajemniczej damy, istnieją jednak przesłanki, iż tenże jest skierowany do Anne Hathaway, żony pisarza. Świadczyć o tym mogą zastosowane tam zwroty, których treść w oryginale brzmi:

„I hate” from hate away she threw,

And saved my life, saying „not you”.

Fraza hate away może stanowić odniesienie do nazwiska kobiety, brzmiącego Hathaway. Wyrażenie „And saved my life” (i ocaliła moje życie) w angielskiej wymowie brzmi bardzo podobnie jak „Anne saved my life” (Anne ocaliła moje życie). Niestety, nie ma możliwości bezpośredniego przeniesienia tego zabiegu na język polski, przez co zanika on w tłumaczeniu.